# 莫尔恰诺沃村委员会
莫尔恰诺沃村委员会（俄语：Молчановский сельсовет）是俄罗斯联邦阿穆尔州马扎诺沃区所属的一个村委员会。其下辖有3个居民点，行政中心为莫尔恰诺沃。据2016年统计，该村委员会的人口为886人。